# LBV 1806-20
LBV 1806-20 — яркая голубая переменная звезда в созвездии Стрельца, гипергигант, возможно, двойная звезда. Расположена на расстоянии 30 000 — 49 000 световых лет от Земли.
Звезда имеет массу в 130—150 масс Солнца и светимость более 2 миллионов светимостей Солнца.
Несмотря на столь чудовищную яркость, звезда не видна в Солнечной системе, менее чем одна миллиардная часть её излучения достигает нас, остальное поглощается облаками газа и пыли, и в видимом диапазоне её увидеть невозможно. В инфракрасных лучах с длиной волны 2 мкм звезда имеет восьмую звёздную величину, но в видимом спектре этот блеск равен 35-й звёздной величине. Поэтому в видимом блеске звезду увидеть пока невозможно — телескоп Хаббл может видеть объекты вплоть до 30-й звёздной величины, и лишь в будущем такие объекты можно будет увидеть с помощью новых сверхмощных телескопов.

## Свойства звезды
Согласно теории эволюции звёзд, обычная звезда может иметь массу не более 100—120 масс Солнца, но исследования показали, что масса LBV 1806-20 может составлять от 130 до более чем 190 масс Солнца. Светимость звезды была оценена высокоточной спекл-интерферометрией, которая позволила говорить о том, что LBV 1806-20 — одиночная звезда.
Однако недавно проведённые дополнительные исследования заставили учёных предположить, что у звезды имеется спутник, и масса каждого из компонентов системы может быть намного меньше 130 масс Солнца.

## Местонахождение
LBV 1806-20 лежит в центре радиотуманности G 10.0 — 0.3 и принадлежит звёздному скоплению 1806-20, которое располагается в W31, одной из крупнейших областей H II в Млечном пути. Скопление 1806-20 состоит из весьма необычных звёзд, в том числе из двух богатых углеродом звёзд Вольфа-Райе (WC9d и BKT), двух голубых гипергигантов и магнетара SGR 1806-20.